# 手三里穴
手三里穴（てのさんりけつ）は、手の陽明大腸経に所属する第10番目の経穴である。本来は「三里」といい、一般にもそう呼ばれているが、足の陽明胃経に同名の経穴があるため、それと区別するために「手三里」と呼ばれている。

## 部位
左右の肘関節橈側で、曲池穴の下2寸に取穴する。

## 名前の由来
1寸は1里ともいい、肘より3寸なので名づけられた。

## 効能
歯痛を抑えるツボと考えられ、腹脹、吐瀉に効く。上腕神経痛や眩暈、片麻痺、橈骨神経麻痺（下垂手）の治療にも使われる。